# Melhor Jogador do Século da FIFA
O Melhor Jogador do Século da FIFA foi uma premiação única criada pela FIFA para decidir quem foi o melhor futebolista do século XX. Pelé e Diego Maradona foram vencedores do prêmio. O brasileiro ganhou o prêmio com base em votos de um colégio de eleitores composto por membros da FIFA, jornalistas e treinadores de todo o mundo, enquanto o argentino venceu o prêmio com base numa votação na internet.

## História

As confederações continentais membras da FIFA

A eleição promovida pela FIFA gerou muitas críticas no mundo futebolístico pela forma como foi conduzida. A começar, não ocorreu a contratação de uma empresa neutra especializada em auditoria para que se fizesse a verificação da validade, origem e unicidade dos votos computados. Além do que, pelo acesso a internet não atingir todas as classes sociais e a todas as faixas etárias em todo o mundo de forma livre muitos acusam a votação, realizada pela internet, entre os dias 30 de outubro a 24 de novembro de 2000, de mal planejada.
Desde o início, a FIFA havia divulgado que o prêmio de Melhor do Século seria uma média obtida entre os votos dados por internautas do mundo todo e votos dados por especialistas no assunto. Com a massiva participação, os fãs de Diego Maradona suplantaram os de Pelé por 53,6% a 15,98% na votação pela internet. Pelé obteve maioria entre os especialistas: treinadores e jogadores, da atualidade e aposentados. Assim, decidiu a entidade dividir o prêmio. No dia 11 de dezembro de 2000, no evento de premiação do melhor jogador do ano, em Roma, na Itália, Pelé e Maradona receberam o Prêmio FIFA Melhor Jogador do Século.
A cerimônia também premiou o francês Zinédine Zidane como o melhor jogador do ano de 2000. Com o resultado geral da eleição do Melhor Jogador do Século da FIFA, Maradona acabou saindo da premiação contrariado e antes de Pelé receber seu prêmio.

## Votação da IFFHS
A IFFHS é autorizada pela FIFA e faz estatísticas sobre os atletas. Pelé recebe seu prêmio baseado nesta votação e na classificação final da FIFA.
| Pos. | Jogador                 | País                | Votos |
| ---- | ----------------------- | ------------------- | ----- |
| 1    | Pelé                    | Brasil              | 1705  |
| 2    | Johan Cruijff           | Países Baixos       | 1303  |
| 3    | Franz Beckenbauer       | Alemanha Ocidental  | 1228  |
| 4    | Alfredo Di Stéfano      | Argentina · Espanha | 1215  |
| 5    | Diego Maradona          | Argentina           | 1214  |
| 6    | Ferenc Puskás           | Hungria             | 810   |
| 7    | Michel Platini          | França              | 722   |
| 8    | Garrincha               | Brasil              | 624   |
| 9    | Eusébio                 | Portugal            | 544   |
| 10   | Bobby Charlton          | Inglaterra          | 508   |
| 11   | Stanley Matthews        | Inglaterra          | 368   |
| 12   | Marco van Basten        | Países Baixos       | 315   |
| 13   | Gerd Müller             | Alemanha Ocidental  | 265   |
| 14   | Zico                    | Brasil              | 207   |
| 15   | Lothar Matthäus         | Alemanha Ocidental  | 202   |
| 16   | George Best             | Irlanda do Norte    | 187   |
| 17   | Juan Alberto Schiaffino | Uruguai             | 158   |
| 18   | Ruud Gullit             | Países Baixos       | 119   |
| 19   | Didi                    | Brasil              | 116   |
| 19   | Gianni Rivera           | Itália              | 116   |
| 21   | Giuseppe Meazza         | Itália              | 108   |
| 22   | Matthias Sindelar       | Áustria             | 106   |
| 23   | Fritz Walter            | Alemanha            | 103   |
| 24   | Bobby Moore             | Inglaterra          | 98    |
| 25   | José Manuel Moreno      | Argentina           | 96    |
| 26   | Hugo Sánchez            | México              | 85    |
| 27   | George Weah             | Libéria             | 79    |
| 28   | Roger Milla             | Camarões            | 78    |
| 29   | José Leandro Andrade    | Uruguai             | 74    |
| 30   | Just Fontaine           | França              | 73    |
| 30   | Gento                   | Espanha             | 73    |
| 32   | Ladislao Kubala         | Espanha             | 71    |
| 33   | Franco Baresi           | Itália              | 70    |
| 34   | Josef Bican             | Tchecoslováquia     | 63    |
| 35   | Karl-Heinz Rummenigge   | Alemanha Ocidental  | 59    |
| 36   | Omar Sívori             | Argentina           | 56    |
| 37   | Elías Figueroa          | Chile               | 55    |
| 38   | Kevin Keegan            | Inglaterra          | 53    |
| 39   | Sándor Kocsis           | Hungria             | 52    |
| 40   | Héctor Scarone          | Uruguai             | 51    |
| 41   | Josef Masopust          | Tchecoslováquia     | 46    |
| 42   | Giacinto Facchetti      | Itália              | 44    |
| 43   | Raymond Kopa            | França              | 41    |
| 43   | Sandro Mazzola          | Itália              | 41    |
| 45   | Uwe Seeler              | Alemanha            | 40    |
| 46   | Gunnar Nordahl          | Suécia              | 36    |
| 47   | Zizinho                 | Brasil              | 35    |
| 48   | Teófilo Cubillas        | Peru                | 34    |
| 49   | Arsenio Erico           | Paraguai            | 30    |
| 50   | Denis Law               | Escócia             | 29    |
| 51   | Silvio Piola            | Itália              | 28    |
| 52   | Adolfo Pedernera        | Argentina           | 27    |
| 53   | Obdulio Varela          | Uruguai             | 24    |
| 54   | Arthur Friedenreich     | Brasil              | 23    |
| 55   | Michael Laudrup         | Dinamarca           | 22    |
| 56   | Alberto Spencer         | Equador             | 21    |
| 56   | József Bozsik           | Hungria             | 21    |
| 58   | Tostão                  | Brasil              | 19    |
| 59   | Ernst Ocwirk            | Áustria             | 18    |
| 60   | Cha Bum-kun             | Coreia do Sul       | 11    |
| 60   | Paul Van Himst          | Bélgica             | 11    |
| 62   | Lakhdar Belloumi        | Argélia             | 10    |
| 62   | Rabah Madjer            | Argélia             | 10    |
| 64   | Majed Abdullah          | Arábia Saudita      | 9     |
| 64   | Luis Cubilla            | Uruguai             | 9     |
| 64   | Oleg Blokhin            | União Soviética     | 9     |

## Votação pela internet

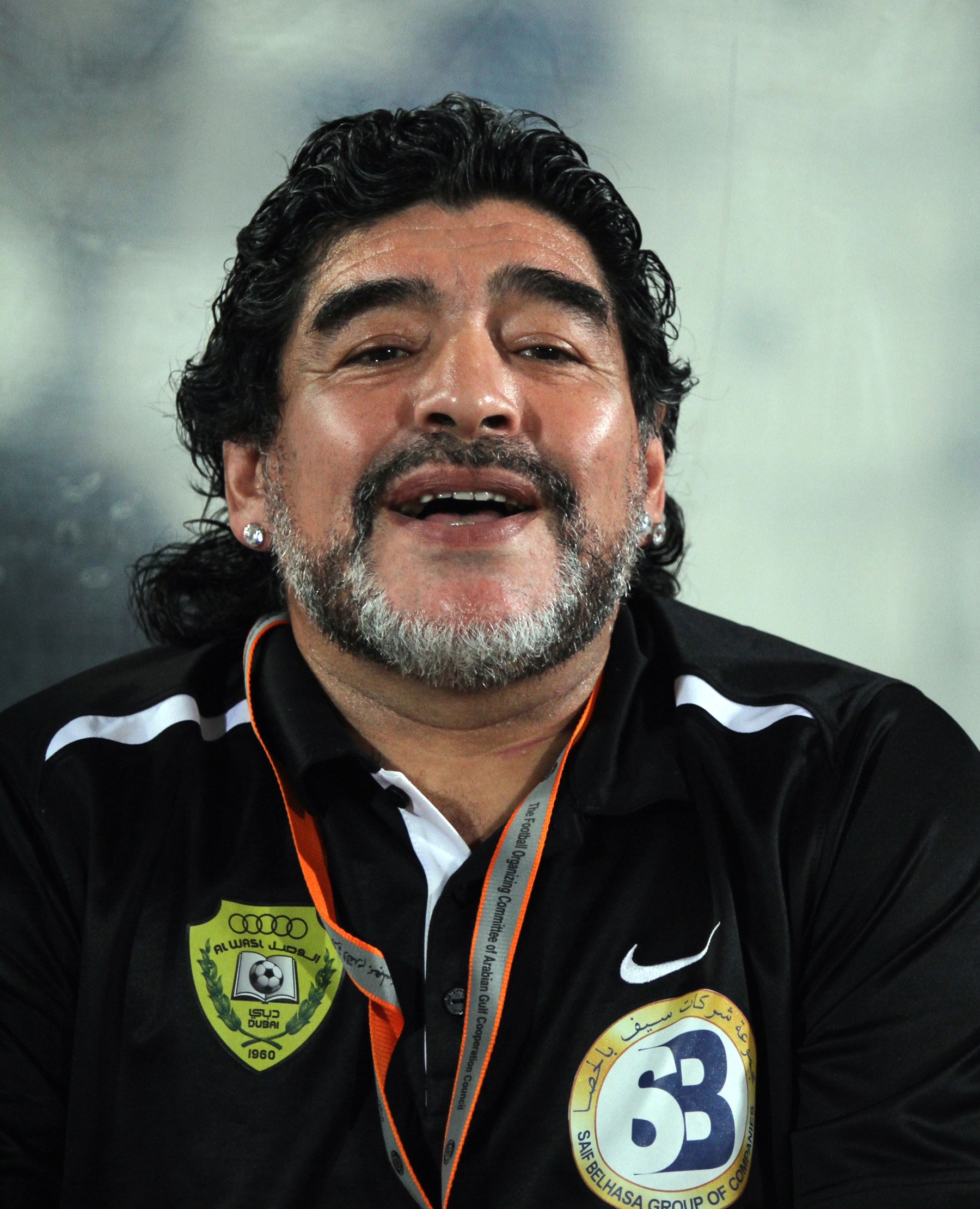
Na votação realizada pela internet, o argentino Diego Maradona foi o vencedor

Informações de sites da CNN   (inglês) informam que a FIFA entregou dois prêmios no mesmo evento e no mesmo dia, um a Maradona e outro a Pelé. A CNN prosseguiu comentando que a FIFA não teria comunicado previamente que seriam entregues dois prêmios. A CNN informou, ainda, que isto teria gerado mal estar entre os atletas (Pelé e Maradona) que compareceram ao evento sem saber o que aconteceria. O site da CNN descreveu que Maradona foi ao evento e que, até o momento da entrega do prêmio, tinha a informação de que só ele o receberia, o que gerou um desconforto para os dois atletas que se encontraram em data futura, com a mídia, para comentar o assunto. Maradona ganhou a votação pela internet.
|    | Jogador            | Nacionalidade       | Porcentagem |
| -- | ------------------ | ------------------- | ----------- |
| 1  | Diego Maradona     | Argentina           | 53,70%      |
| 2  | Pelé               | Brasil              | 18,53%      |
| 3  | Eusébio            | Portugal/Moçambique | 6,21%       |
| 4  | Roberto Baggio     | Itália              | 5,42%       |
| 5  | Romário            | Brasil              | 1,69%       |
| 6  | Marco van Basten   | Países Baixos       | 1,57%       |
| 7  | Ronaldo            | Brasil              | 1,55%       |
| 8  | Franz Beckenbauer  | Alemanha            | 1,50%       |
| 9  | Zinédine Zidane    | França              | 1,34%       |
| 10 | Rivaldo            | Brasil              | 1,19%       |
| 11 | Zico               | Brasil              | 1,15%       |
| 12 | Garrincha          | Brasil              | 1,08%       |
| 13 | Johan Cruijff      | Países Baixos       | 0,87%       |
| 14 | Alfredo Di Stéfano | Argentina           | 0,68%       |
| 15 | Michel Platini     | França              | 0,58%       |
| 16 | Bobby Charlton     | Inglaterra          | 0,39%       |
| 17 | Ferenc Puskás      | Hungria             | 0,37%       |
| 18 | Lothar Matthäus    | Alemanha            | 0,37%       |
| 19 | Lev Yashin         | União Soviética     | 0,36%       |
| 20 | George Best        | Irlanda do Norte    | 0,32%       |

### Votos da FIFA Revista e Grande Júri
Esta foi a votação final da FIFA
|   | Jogador            | País      | Porcentagem |
| - | ------------------ | --------- | ----------- |
| 1 | Pelé               | Brasil    | 72.8%       |
| 2 | Alfredo Di Stéfano | Argentina | 9.8%        |
| 3 | Diego Maradona     | Argentina | 6.0%        |
| 4 | Franz Beckenbauer  | Alemanha  | 2.5%        |
| 5 | Johan Cruijff      | Holanda   | 2.0%        |
| 6 | Michel Platini     | França    | 1.0%        |
| 7 | Garrincha          | Brasil    | 1.0%        |
| 8 | Zico               | Brasil    | 1.0%        |

### Prêmio Centenário da FIFA
Futebolista personalidade do século pela FIFA
| Vencedor          | País     |
| ----------------- | -------- |
| Franz Beckenbauer | Alemanha |
| Pelé              | Brasil   |